# والنتین کوالنکو
والنتین کوالنکو (زادهٔ ۹ اوت ۱۹۷۵) یک داور فوتبال اهل ازبکستان است. او در جام ملت‌های آسیا ۲۰۱۱، فینال ای‌اف‌سی کاپ ۲۰۱۲ و مرحلهٔ مقدماتی جام جهانی فوتبال ۲۰۱۴ داوری کرده‌است.